# 후네이구

후네이 구의 위치

후네이구(한국어: 호내구, 중국어: 湖內區, 병음: Húnèi Qū)는 중화민국 가오슝시의 구이다. 넓이는 20.1615km2이고, 인구는 2015년 8월 기준으로 29,567명이다.

## 지리
후네이 구는 가오슝 시 북서부에 위치하고 북쪽은 얼청싱 계(二層行渓)를 사이에 두고 타이난 시 난 구, 타이난 현 런더 향과 서쪽은 체딩 구와 동남쪽은 루주 구와 각각 접하고 있다. 여름에는 고온 다습하고 겨울에는 온난 건조한 기후이다.

## 같이 보기
- 가오슝시